# Răzvan Ochiroșii
Răzvan Iulian Ochiroșii (ur. 13 marca 1989 w Gałaczu) – rumuński piłkarz występujący na pozycji pomocnika w AD Alcorcón.